# Touring the Angel: Live in Milan
Albums de Depeche Mode
One Night in Paris
(2002) Tour of the Universe : Barcelona 20/21.11.09
(2010)
Touring The Angel : Live In Milan est une vidéo de Depeche Mode comprenant un concert entier de la tournée mondiale Touring the Angel de 2005 et 2006. Ce concert a été enregistré les 18 et 19 février 2006 au Mediolanum Forum de Milan en Italie. Le DVD a été publié le 25 septembre 2006.

## Liste des pistes
DVD
1. Touring the Angel: Live in Milan:
  1. Intro
  2. A Pain that I'm Used To
  3. John the Revelator
  4. A Question of Time
  5. Policy of Truth
  6. Precious
  7. Walking in My Shoes
  8. Suffer Well
  9. Macro
  10. Home
  11. I Want It All
  12. The Sinner In Me
  13. I Feel You
  14. Behind the Wheel
  15. World in My Eyes
  16. Personal Jesus
  17. Enjoy the Silence
  18. Shake the Disease
  19. Just Can't Get Enough
  20. Everything Counts
  21. Never Let Me Down Again
  22. Goodnight Lovers
2. Bonus Tracks:
  1. A Question of Lust
  2. Damaged People

DVD bonus
1. Touring the Angel documentaire
2. Tour Announcement (video de la conférence de presse de Düsseldorf)
3. Playing the Angel Electronic Press Kit
4. Touring the Angel screens:
  1. Behind the Wheel
  2. The Sinner in Me
  3. Walking in My Shoes
  4. World in My Eyes
  5. Never Let Me Down Again

Bonus CDTouring the Angel: Live in Milan
1. A Pain That I'm Used To
2. John The Revelator
3. Precious
4. Suffer Well
5. Macro
6. I Want It All
7. The Sinner In Me
8. Damaged People

## Personnel
- Dave Gahan – chant
- Martin L. Gore – guitare, claviers, chant, chœurs
- Andy Fletcher – claviers, chœurs
- Christian Eigner – batterie, claviers
- Peter Gordeno – claviers, chœurs